# Мюлинг, Александр
Алекса́ндр Мю́линг (нем. Alexander Mühling, урождённый Билер нем. Bieler) — немецкий футболист, полузащитник клуба «Зандхаузен». В 2017 году женился и взял фамилию жены; таким образом он сменил свою фамилию с Билер (нем. Bieler) на Мюлинг (нем. Mühling).

## Карьера
Футболом Мюлинг начал заниматься в молодёжном составе клуба «Арминия Клостерхард». Оттуда он перешёл в «Дуйсбург». Затем в сезоне 2008/09 Мюлинг перебрался в «Боруссию» из Мёнхенгладбаха. Однако из-за высокой конкуренции в клубе Мюлинг чаще оказывался на скамейке запасных. 21 апреля 2011 года Мюлинг дебютировал за молодёжную команду «Боруссии» в матче 29-го тура Региональной лиги против «Кайзерслаутерна». До конца сезона он провёл ещё два матча. Сезон 2010/11 стал последним в молодёжной команде. Перед сезоном 2011/12 Мюлинг был переведён во вторую команду. Он быстро зарекомендовал себя во втором дивизионе, сыграв 32 матча и забив два гола в Западной региональной лиге. В этот период Мюлинг также часто тренировался в профессиональной команде. 4 июня 2012 года он подписал профессиональный контракт. По его словам, с подписанием профессионального контракта сбылась его детская мечта. Люсьен Фавр взял Мюлинга на тренировочный сбор профессиональной команды в Бад-Верисхофен. Однако он за всё время своего пребывания в Мёнхенгладбахе ни разу не вышел на поле на профессиональном уровне.
Он перешёл в «Байер 04» в январе 2014 года и сыграл 15 матчей за вторую команду.
Летом 2014 года Мюлинг подписал контракт с клубом второго дивизиона «Зандхаузен». 3 августа 2014 года он дебютировал в профессиональном футболе, выйдя в стартовом составе в первом матче сезона против «Дармштадта 98». Ему не сразу удалось стать постоянным игроком основы, и в своём первом сезоне 2014/15 он сыграл 17 матчей в основе. Это не изменилось и в следующем сезоне, где его ставили в стартовый состав только шесть раз.
В 2016 году подписал трёхлетний контракт с клубом третьего дивизиона «Хольштайн Киль». В первом сезоне Мюлинг помог клубу выйти во 2-ю Бундеслигу. Мюлинг отыграл семь сезонов за «Хольштейн Киль», за который провёл 238 матчей и забил 44 гола.
Летом 2023 года вернулся в «Зандхаузен».
В 2010 году Мюлинг сыграл три матча за молодежную сборную Германии. 7 апреля 2010 года он дебютировал в товарищеском матче против Южной Кореи.